# Lost Frequencies
Lost Frequencies, właśc. Felix De Laet (ur. 30 listopada 1993 w Brukseli) – belgijski producent muzyczny i muzyk, wykonujący muzykę z pogranicza elektroniki, electro, dance-popu, edm i house'u.

## Życiorys
Uczył się gry na fortepianie, podobnie jak jego dwaj bracia. Na co dzień słuchał muzyki elektronicznej, dzięki której zainteresował się produkcją muzyczną. 
W 2011 zaczął tworzyć swoje pierwsze nagrania, zaś jego pierwszym remiksem była przeróbka utworu „Crushcrushcrush” zespołu Paramore, którą wysłał kilku wytwórniom muzycznym, jednak nie otrzymał żadnych odpowiedzi. 
Pod koniec października 2014 pod pseudonimem Lost Frequencies opublikował swój remiks piosenki „Are You with Me” amerykańskiego piosenkarza muzyki country Eastona Corbina. Singel dotarł do pierwszego miejsca belgijskiej listy przebojów, zaś w ciągu kolejnych miesięcy dotarł do czołówki notowań m.in. w Austrii, Szwajcarii, Szwecji, Australii, Wielkiej Brytanii i Polsce. W listopadzie 2014 współtworzył utwór „Eagle Eyes” wraz z niemieckim producentem muzycznym Felixem Jaehnem oraz piosenkarką Linying. 
W kwietniu 2015 wyprodukował singel „Run” dla belgijskiej piosenkarki Emmy Bale. W lipcu wydał swój drugi singiel – „Reality”, w którym gościnnie zaśpiewał Janieck Devy. Utwór dotarł do pierwszego miejsca listy przebojów w Belgii, Austrii i Polsce.
W 2017 zapowiedział pracę nad materiałem na drugą płytę. W 2018 wydała dwa utwory: „Melody”, do którego teledysk w serwisie YouTube osiągnął ponad 130 mln wyświetleń, oraz „Like I Love You”, który ma blisko 60 mln wyświetleń. W 2019 wydał album pt. Alive and Feeling Fine. W 2020 zajął 21. miejsce w plebiscycie „DJ MagTop 100 DJ's”.    
W 2021 r. rozpoczął współpracę z wytwórnią muzyczną Sony Music, z którą nagrał singiel „Rise”. Utwór ten miał swoją premierę 19 marca tego właśnie roku.    

## Dyskografia
Albumy studyjne
- Less is More (2016)
- Alive and Feeling Fine (2019)
- All Stand Together (2023) – platynowa płyta w Polsce[19]

Minialbumy
- Feelings (2014)
- Cup of Beats (2020)

Single
- 2014 – „Are You with Me” – 2× platynowa płyta w Polsce[20]
- 2015 – „Reality” (gościnnie: Janieck Devy) – 2× platynowa płyta w Polsce[21]
- 2016 – „Beautiful Life” (gościnnie: Sandro Cavazza)
- 2016 – „What Is Love 2016”
- 2017 – „All or Nothing” (gościnnie: Axel Ehnström)
- 2017 – „Here with You” (oraz Netsky)
- 2017 – „Crazy” (oraz Zonderling)
- 2018 – „Melody” (gościnnie: James Blunt)
- 2018 – „Like I Love You” (gościnnie: The NGHBRS)
- 2019 – „Recognise” (gościnnie: Flynn)
- 2019 – „Truth Never Lies” (gościnnie: Aloe Blacc)
- 2019 – „Sun in Shining”
- 2019 – „Black & Blue” (gościnnie: Mokita)
- 2020 – „Sweet Dreams”
- 2020 – „Beat of My Heart” (gościnnie: Love Harder)
- 2020 – „Love to Go” (oraz Zonderling, gościnnie: Kelvin Jones)
- 2020 – „One More Night” (gościnnie Easton Corbin)
- 2020 – „Don’t Leave Me Now” (oraz Mathieu Koss)
- 2021 – „Rise”
- 2021 – „Where Are You Now” (gościnnie: Calum Scott) – 4× platynowa płyta w Polsce[19]
- 2022 – „Questions” (oraz James Arthur)
- 2022 – „Back to You” (oraz Elley Duhé i X Ambassadors)[22] – platynowa płyta w Polsce[19]
- 2023 – „The Feeling” – platynowa płyta w Polsce[19]
- 2023 – „Dive” (oraz Tom Gregory) – złota płyta w Polsce[23]
- 2024 – „Head Down” (oraz Bastille) – złota płyta w Polsce[23]
- 2024 – „Gone” (oraz Alexander Stewart)
- 2024 – „In My Bones” (oraz David Kushner) – platynowa płyta w Polsce[19]
- 2024 – „Black Friday (Pretty Like the Sun)” (oraz Tom Odell)
- 2024 – „Love Is the Only Thing” (oraz Clementine Douglas)
- 2024 – „Kick the Nation” (oraz Pickle)

### Z gościnnym udziałem
- 2015 – „Eagle Eyes (Felix Jaehn, gościnnie: Lost Frequencies i Linying)

### Single promocyjne
- 2014 – „Trouble” (gościnnie: Lauren)
- 2014 – „No Trust” (gościnnie: Lauren)
- 2014 – „Tell Me” (gościnnie: Chesqua)